# واشکووو
واشکووو (به لاتین: Waszkowo) یک روستا در لهستان است که در گمینا پونگتس واقع شده‌است.
 واشکووو  ۱۶۰ نفر جمعیت دارد.